# Abilene (Síria)
Abilene o simplement Abila (grec antic: Ἀβιληνή, Ἄβιλα) va ser una regió de Celesíria, que tenia com a ciutat principal Abila. Els límits no estan gaire ben definits però sembla que incloïa les vessants orientals de l'Antilíban i s'estenia entre Iturea-Gaulanítida-Batanea al nord i la Decàpolis al sud. Flavi Josep considera la regió un regne separat fins a l'any 37.
Governada per Ptolemeu de Calcis o Bashan (fill de Mennaeus), el va succeir l'any 40 aC el seu fill Lisànies I d'Abilene. En aquest temps el regne comprenia Auranítida, Traconítida, Batanea, Gaulanítida i Iturea i la mateixa Abilene. L'any 33 aC Lisànies va morir executat per orde de Cleòpatra VII, i per una mena de compra el principat va passar al cap tribal Zenòdor de Traconítida. Les seves incursions a territoris veïns van fer que el 24 aC August el privés almenys de Traconítida, Auranítida i Batanea. Va anar a demanar la restitució l'any 20 aC a August, que era a Síria, però va morir a Antioquia. La major part de Gaulanítida i Iturea van ser donades llavors a Herodes el Gran i a la seva mort el 4 aC sembla que les dues regions van passar al seu fill Herodes Filip.
De la ciutat no se'n pot dir res més fins que un Lisànies II d'Abilene apareix governant aquesta regió (almenys). Si la tenia des de l'any 20 aC o la va rebre després, l'any 4 aC en un repartiment amb Filip, no se sap del cert.
Filip va morir l'any 34 i els seus territoris van ser annexats a la província de Síria. Abilene i potser una part de Gaulanítida (almenys) les va tenir Lisànies II fins al 37, quan aquests territoris i els que havien estat annexats a Síria, van ser concedits a Herodes Agripa I pel seu amic l'emperador Calígula. Claudi, també amic d'Agripa, li va confirmar la donació i encara hii va afegir Judea i Samària. Flavi Josep diu primer que va ser Calígula, i després que va ser Claudi qui va cedir Abilene a Agripa però sembla que la segona vegada més aviat en va ser una confirmació. Va morir l'any 44 i el territori es va incorporar a la província de Síria fins que el 48 la va rebre Herodes Agripa II que la va cedir el 52 o 53 a Aristòbul Asmoneu.
L'any 66 els jueus locals es van revoltar i Plàcid, general de Vespasià va conquerir la ciutat cap a l'any 69. L'emperador la va annexionar a la província de Síria. Agripa II, aliat de Roma, que havia renunciat al regne de Calcis el 52 a canvi de Traconítida, Auranítida i Batanea, segurament va cedir Abilene en aquell moment. Abilene es va incorporar a Síria no més tard de l'any 70.

## Llista de governants
- Ptolemeu de Calcis 85-40 aC
- Lisànies I 40-33 aC
- Zenòdor de Traconítida 33-24 aC
- Herodes el Gran 24 aC-4 aC
- Lisànies II 4 aC- 37
- Herodes Agripa I 37-44
- A Síria (província romana) 44-48
- Herodes Agripa II 48-52
- Aristòbul Asmoneu rei de Calcis 52-69?
- A Síria (província romana) 70?